# Korsze
Korsze est une ville de Pologne, située au nord du pays, dans la voïvodie de Varmie-Mazurie. Elle est le chef-lieu de la gmina de Korsze, dans le powiat de Kętrzyn.